# Цёшинген
Цёшинген (нем. Zöschingen) — община в Германии, в земле Бавария. 
Подчиняется административному округу Швабия. Входит в состав района Диллинген-ан-дер-Донау.  Население составляет 770 человек (на 31 декабря 2010 года). Занимает площадь 14,60 км².